# Oberschall Adolf
Oberschall Adolf (Rózsahegy, 1839. április 17. – Rózsahegy, 1908. szeptember 9.) jogi doktor, királyi ítélő táblai elnök, Oberschall Pál édesapja.

## Élete
Gimnáziumi tanulmányait Selmecbányán, a jogot Pozsonyban elvégezvén, 1862-ben Pesten ügyvédi vizsgát tett. 1870-ig ügyvédi gyakorlatot folytatott; ekkor a pesti táblánál pótbíróvá nevezték ki; 1872-ben rendes táblai bíró lett és több évig a semmítőszékhez osztatott be. 1885-ben kúriai bíró, 1886-ban marosvásárhelyi táblai elnök, 1891. május 5-től kassai táblai elnök, 1894-ben kuriai tanácselnök, 1901 februárjában a budapesti királyi tábla elnöke lett és mint ilyen tagja a főrendiháznak; a legfőbb fegyelmi biróság tagja volt. Pauler Tivadar minisztersége alatt tagja volt az általános polgári törvénykönyv előkészítő bizottságának és az Erdély Sándor által szervezett hasonló célú bizottságnak. A millennium alkalmából a kolozsvári egyetem tiszteletbeli jogi doktora lett. 1903-ban a király belső titkos tanácsosi méltósággal tüntette ki.
Több cikke van a jogi szaklapokban, így az Ügyvédek Lapjában (1903) és a Jogállamban (1903. A halastói határkérdésben hozott választott birósági itélet).

## Műve
- Észrevételek a polgári perrendtartásról készült törvényjavaslat előadói tervezetére. Bpest, 1897. (Különnyomat az Ügyvédek Lapjából).